# الزل
شهر الزل (به فرانسوی: Ellezelles) در شهرستان ات در استان انو در منطقه فدرال والوون در کشور بلژیک واقع شده‌است.

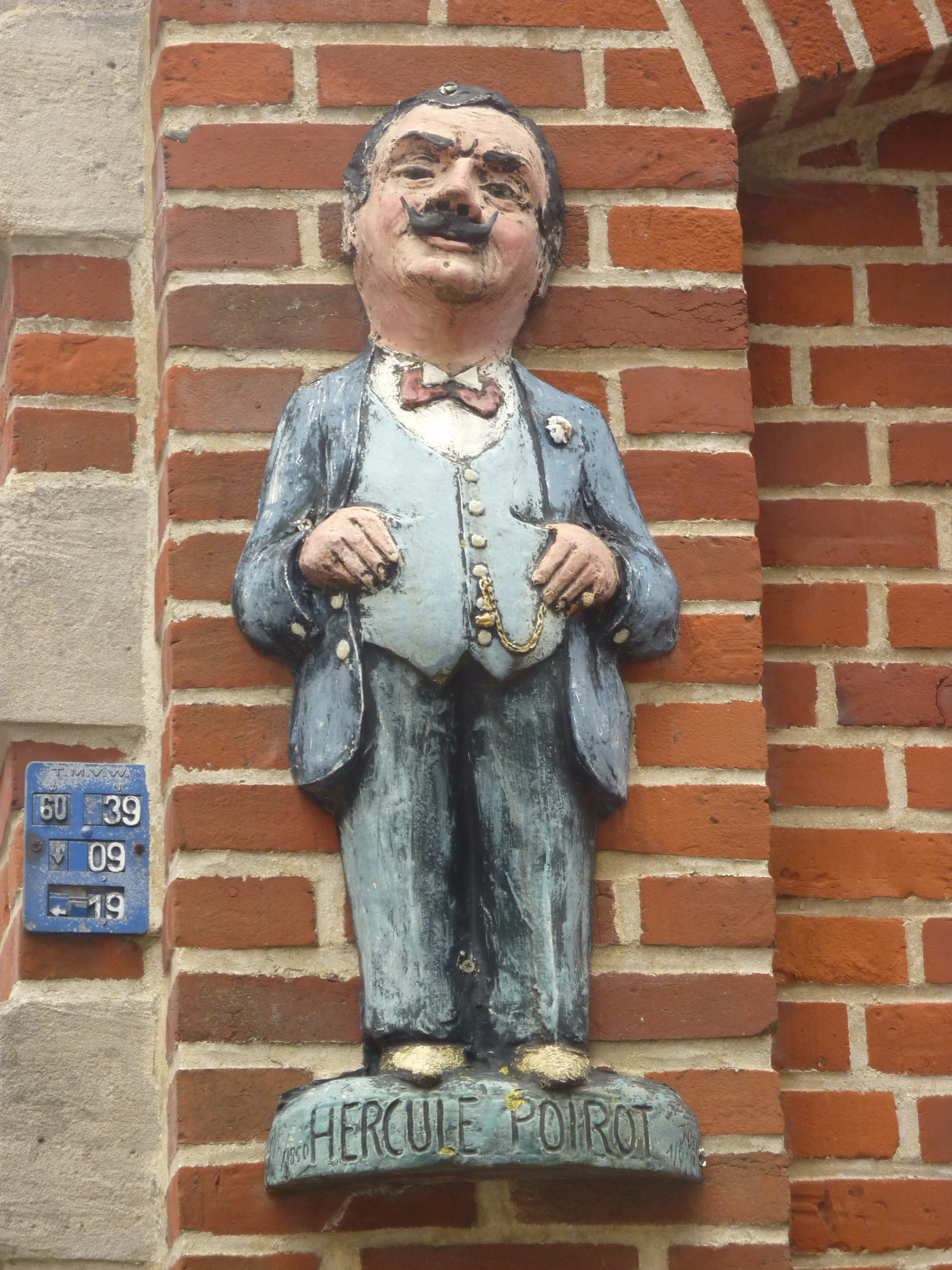
مجسمهٔ هرکول پوآرو در شهر الزل